# フッ化レニウム(V)
フッ化レニウム(V)(Rhenium pentafluoride)は、レニウムとフッ素からなる二元無機化合物で、化学式はReF5である。レニウムとフッ化水素酸の塩である。

## 合成
フッ化レニウム(V)は、フッ化レニウム(VI)を水素及びレニウムまたはタングステンで還元することにより合成される。
2ReF6 + H2 → 2ReF5 + 2HF
5ReF6 + Re → 6ReF5
6ReF6 + W → 6ReF5 + WF6

## 物理的性質
フッ化レニウム(V)は、直方晶系で、格子定数a = 0.57 nm, b = 1.723 nm, c = 0.767 nmの黄緑色の結晶を形成する。
フッ化レニウム(V)は、水と反応する。
フッ化レニウム(V)は、揮発性を持つ。分子は、Re2F10の二量体からなる。